# Flavorizante
Flavorizantes ou saborizantes são substâncias (naturais ou sintéticas) ou misturas que adicionadas a um alimento ou medicamento lhes conferem um sabor característico.

## Composição
Um grande número de ésteres possuem aromas e/ou sabores agradáveis, sendo usados como flavorizantes na forma pura ou misturadas. Os produtos informam no rótulo a existência de flavorizantes na sua composição.
| Nome do éster         | Fórmula                | Aroma/sabor |
| --------------------- | ---------------------- | ----------- |
| Butanoato de etila    | C3H7 - COO - C2H5      | abacaxi     |
| Formato de isobutila  | H - COO - C4H9         | framboesa   |
| Formato de etila      | H - COO - C2H5         | pêssego     |
| Butanoato de pentila  | C3H7 - COO - C5H11     | abricó      |
| Acetato de propila    | CH3 - COO - C3H7       | pêra        |
| Etanoato de octila    | CH3 - COO - C8H17      | laranja     |
| Etanoato de benzila   | CH3 - COO - CH2 - C6H5 | gardênia    |
| Etanoato de pentila   | CH3 - COO - C5H11      | banana      |
| Heptanoato de etila   | C6H13 - COO - C2H5     | vinho       |
| Etanoato de etila     | CH3 - COO - C2H5       | maçã        |
| Nonilato de etila     | C8H17 - COO - C2H5     | rosa        |
| Antranilato de metila | H2N - C4H6 - COO - CH3 | jasmim      |
| Caprilato de etila    | C5H11 - COO - C2H5     | pinha       |
| Acetato de etila      | CH3 - COO - C2H5       | menta       |
| Butanoato de butila   | C3H7 - COO - C4H9      | damasco     |
| Etanoato de isobutila | CH3 - COO -C4H9        | morango     |

Os flavorizantes podem ser naturais (óleos essenciais extraídos de plantas e sabores naturais de frutas) ou artificiais (álcoois aromáticos, aldeídos, bálsamos, fenóis, terpenos, etc.). O acetato de benzila, por exemplo, é um dos componentes dos medicamentos com sabor artificial de cereja, abricô, pêssego e morango.
As reações adversas aos flavorizantes são muito raras, uma vez que esses compostos químicos são empregados em concentrações ínfimas.